# Zwierzyniec (łowiectwo)

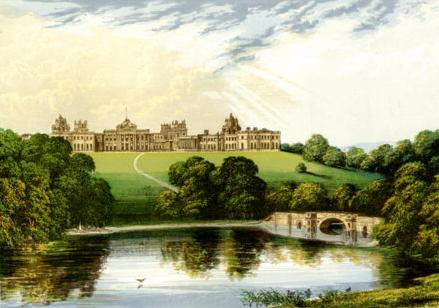
Pałac Blenheim wraz z ogrodami w Woodstock (Anglia)

Zwierzyniec – rodzaj ogrodu, teren łowiecki lub teren hodowli zwierząt. Zespoły tego typu, w zależności od epoki, w której powstały, a także przyjętej stylistyki kompozycji, charakteryzuje się głównie adaptacją formy naturalnej krajobrazu lub jego nieznacznymi zmianami, może być ogrodzony lub istnieje umowna granica odgradzająca zwierzyniec. Zwierzęta żyją na tym terenie wolno, możliwa jest także opieka nad nimi, dokarmianie lub inna pielęgnacja (np. opieka weterynaryjna lub reprodukcja), mające na celu przygotowanie odpowiedniej ilości i jakości zwierząt łownych.

Zwierzyńce znane były już w starożytności. Idea Perskich obiektów określanych grecką nazwą paradeisos (raj) dotarła do Europy za pośrednictwem Arabów w XI wieku.

## Średniowiecze

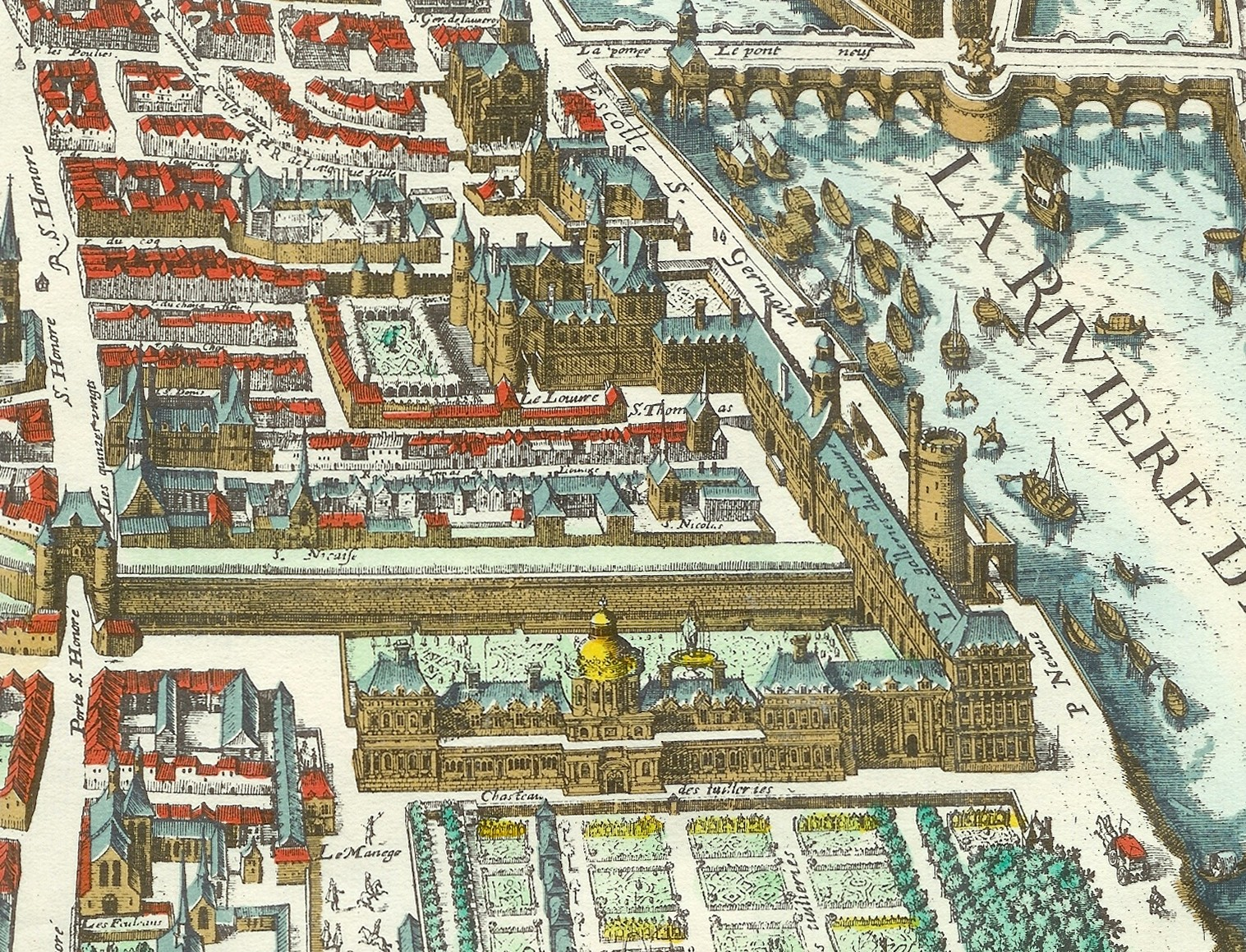
Luwr w XVII wieku

W średniowieczu znane było trzymanie zwierząt w okolicy zamków królewskich i książęcych lub na obrzeżach miast. Początkowo były to zwierzyńce zamknięte, czyli ogrodzone. Służyły do polowań, trzymano w nich grubą zwierzynę m.in. jelenie, łosie, sarny, niedźwiedzie i żubry. Często znajdowała się w obrębie zwierzyńca altana lub pawilon, służące do odpoczynku polujących i do obserwacji zwierząt. Drogi na obszarze zwierzyńca miały być usytuowane tak, aby możliwa była obserwacja zwierząt z daleka.
Pewną odmianą zwierzyńców, która powstała w średniowieczu, były menażerie, jednak przeznaczone były dla typowo dzikich zwierząt, często sprowadzanych z odleglejszych terenów (lamparty w zamku w Palermo oraz lwy w Paryżu lub Hadze) i znajdowały się one na terenie zamków. Najbardziej rozpowszechniły się w Anglii w XI wieku.
Przykłady z okresu średniowiecza
- zamek w Woodstock (Anglia);
- zamek w Palermo (Włochy);
- zamek w Hadze (Holandia);
- zamek w Paryżu – Luwr (Francja)[2].

## Renesans
W okresie renesansu zwierzyńce pojawiły się pod koniec XVI wieku jako nowy element ogrodów przypałacowych. Podobnie jak w średniowieczu pojawiały się na ich terenach pawilony lub wille, umożliwiające nie tylko obserwację i odpoczynek polujących, ale także służące jako domki dla gości. Ogrody ze zwierzętami często podzielone były na regularne kwatery, oddzielające od siebie ogród i sam zwierzyniec. Zwierzęta znajdowały się częściowo w wolierach i klatkach na terenie gęsto zadrzewionym, resztę terenu stanowił otwarty teren łowiecki, pozbawiony drzew. Na terenie zwierzyńca znajdował się też najczęściej staw lub sadzawka, w których można było łowić ryby. Jeśli jeziorko posiadało wyspę, tworzono na niej najczęściej hodowlę królików.
W tym okresie zwierzyńce stanowiły teren podzielony przynajmniej na dwie części, gdzie w jednej znajdowały się zwierzęta w klatkach i innych budowlach, a w drugiej – zwierzęta hodowlane, jednak wypuszczane wolno, na które przeprowadzało się polowania.
Przykłady z okresu renesansu
- Villa Respiro w Rzymie (Włochy);
- Villa Pamphili w Rzymie (Włochy);
- Villa Barbarigo w Valsanzibio (Włochy)[3].

## Barok

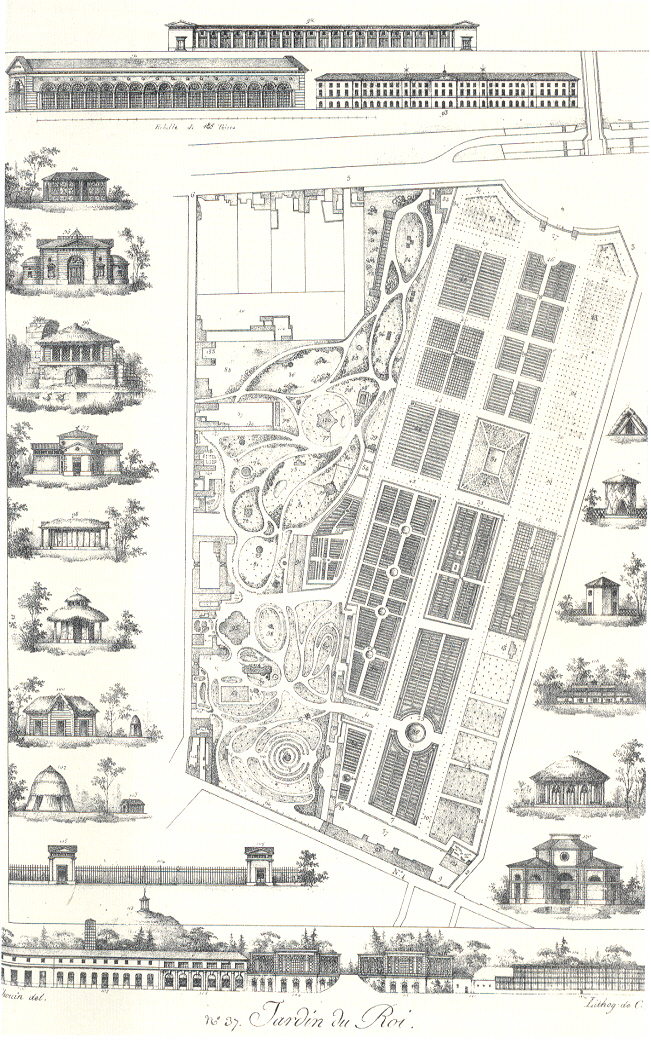
Plan Jardin des Plantes z 1820 roku

W okresie baroku znacznie wzrosła liczba ludności, szczególnie w miastach, dlatego konieczne było przeniesienie zwierzyńców poza ich teren. Tak zaczęły powstawać letnie rezydencje dla królów i szlachty, a wraz z nimi zwierzyńce. Od tego momentu stanowiły już ścisły kompleks połączony z ogrodem, najczęściej w układzie promienisto-wachlarzowym lub gwiaździstym, będącym symetryczną częścią rezydencji. Nieodłącznym elementem stały się menażerie, które z czasem jeszcze bardziej zyskały na znaczeniu – zwierzęta można było oglądać zamknięte w klatkach i wolierach, odpowiednio eksponowane.
Ogrody ze zwierzyńcami poprzecinane były alejami i drogami, co pewien czas przerwane okrągłym placem. Same zwierzyńce miały powierzchnię często dużo większą niż ogrody ozdobne. Ważniejszym elementem od polowania stawała się obserwacja zwierząt w ich naturalnym środowisku. Zapewniano im odpowiednią opiekę. Powszechne stało się także sprowadzanie różnych egzotycznych gatunków.
W tym okresie zwierzyńce wraz z ogrodami często zajmowały ponad 1000 hektarów.
Przykłady z okresu baroku
- Wersal (Francja) – ogród ze zwierzyńcem oraz menażerią;
- Rambouillet (Francja) 1200 ha;
- Grosbois (Francja) 850 ha;
- Jardin des Plantes w Paryżu (Francja)[4].

## Zwierzyńce a ogrody zoologiczne
Zwierzyńce wraz z menażeriami stawały się coraz popularniejsze wśród władców oraz ludzi zamożnych. O wiele prostsze stało się także pozyskiwanie nowych, niespotykanych dotychczas w Europie gatunków zwierząt. Jedną z najistotniejszych różnic między zwierzyńcami a ogrodami zoologicznymi stała się możliwość odwiedzania tych drugich przez większą liczbę zwiedzających.
Jednym z pierwszych obiektów tego typu przekształconych w ogród zoologiczny był kompleks Jardin des Plantes w Paryżu w 1794 roku. Sama struktura ogrodu nie zmieniła się znacznie – był to swobodnie ukształtowany teren z dużą ilością roślinności oraz klatkami i wolierami dla zwierząt. Rozwiązania tego ogrodu stanowiły wzór do powstających w całej Europie ogrodów zoologicznych takich jak ogrody zoologiczne w Londynie, Bristolu, Antwerpii i Berlinie, a z czasem także na świecie – ogród w Nowym Jorku i Filadelfii.

Dawna nazwa zwierzyńca, a także ogrodu zoologicznego vivarium odnosiła się głównie do ogrodowej sadzawki z rybami, ptactwem i roślinnością wodną.

## Zwierzyńce w Polsce

Ujazdów koło roku 1800

Jako zorganizowane kompleksy pojawiły się w okresie średniowiecza. Urządzane były, jak w całej Europie, w pobliżu zamków. Często były to wydzielone i ogrodzone części lasów. Małe zwierzyńce łączono w ogrody razem z sadami. Popularne w Polsce były woliery albo ptaszarnie. Z czasem także zaczęto tworzyć menażerie, lecz nie były one tak okazałe jak na zachodzie Europy. Pierwszy polski ogród zoologiczny, mający charakter naukowo-dydaktyczny, założył Stanisław Konstanty Pietruski w Podhorodcach w 1833 roku. Najstarszym ogrodem zoologicznym w Polsce jest Ogród Zoologiczny we Wrocławiu założony w 1865 roku. 
Przykłady polskich zwierzyńców
- zwierzyniec królewski pod Wzgórzem św. Bronisławy w okolicy Krakowa;
- zwierzyniec „Zgwizda” w Rudnikach;
- zwierzyniec w Ujazdowie koło Warszawy;
- zwierzyniec w Rębielicach przy rezydencji w Krzepicach koło Częstochowy;
- zwierzyniec pod Zamościem;
- zwierzyniec w Zatorze;
- zwierzyniec w Pszczynie[9];
- zwierzyniec w Pokoju[9];
- dwa oddzielne zwierzyńce przy zamku w Wiśniczu[6];
- las Zwierzyniec w gminie Krzeszowice.